# Quartet per a piano núm. 1 (Martinů)
La Quartet per a piano núm. 1, H. 287, va ser compost per Bohuslav Martinů l'any 1942 a Jamaica, Long Island, Nova York, durant el període de cinc anys que el compositor va passar als Estats Units, mentre fugia de la França ocupada. Té una durada aproximada de 23 minuts.

## Moviments
El quartet consta de tres moviments:
1. Poco allegro
2. Adagio
3. Allegretto poco moderato

## Origen i context
Tal com havia fet Dvořák, durant la seva carrera, Martinů va passar gran part de la seva vida lluny de la seva terra natal, Bohèmia. Tot i que ja estava establert a l'estranger abans de la Segona Guerra Mundial, els esdeveniments polítics posteriors a la guerra, incloent-hi l'establiment del règim comunista a Txecoslovàquia, el van dissuadir de tornar-hi definitivament. Format primer a Praga, al Conservatori i a l'Escola d'orgue (d'on va ser expulsat), es va desplaçar a França per estudiar amb Albert Roussel. En el context del París cosmopolita dels anys vint i trenta, Martinů va abraçar plenament el neoclassicisme, una estètica amb la qual va connectar especialment sota la influència del seu mentor, Albert Roussel. Aquest estil, marcat per la claredat estructural i un equilibri harmònic, es va fusionar amb la seva capacitat per integrar elements de la música tradicional txeca, donant com a resultat una obra innovadora i amb un caràcter distintiu.
Amb l'exèrcit nazi a punt d'entrar a París, Martinů va fugir als Estats Units, on es va establir durant els anys següents, alternant estades entre Amèrica i Europa. Va morir a Suïssa el 1959. Autor extremadament prolífic, Martinů va deixar un llegat divers, en el qual destaca especialment la música de cambra. El Quartet per a piano núm. 1 reflecteix el seu període inicial als Estats Units. Reflecteix una aproximació estilística renovada, caracteritzada per una major senzillesa i una melodia especialment càlida. Aquesta obra revisita un gènere en desús des de les contribucions de Schumann i Dvořák, i s'inicia amb un motiu que estructura el Poco allegro, ple d'energia i ritme.
El va acabar el 21 d'abril de 1942 i es va estrenar l'agost del mateix any al Berkshire Music Centre, a Lennox, Massachusetts. Va ser interpretat pels membres del Quartet de la Cambra Musical Guild, Bernard Ochs, Ely Lifschey, Lucien Kirsch-Laporte i Elly Bontempo, a qui està dedicat, i es va publicar a Nova York el 1951. Després Martinů va assumir el càrrec de professor de composició a Berkshire.